# Alwi Shihab
Pour les articles homonymes, voir Shihab.
Alwi Shihab, né le 19 août 1946 est un homme politique indonésien. Il est actuellement l'envoyé spécial du président au Moyen-Orient, ainsi que le représentant de l’Indonésie à l'Organisation de la conférence islamique. Il a été ministre des Affaires étrangères de l'ancien président Abdurrahman Wahid (dit "Gus Dur") et ministre coordinateur pour le Bien Être populaire sous Susilo Bambang Yudhoyono. Il dirige également le Parti du réveil national. Alwi s'est efforcé durant sa vie de présenter l'islam comme une religion globale, modérée et tolérante.

## Origines
Alwi est né à Rappang, dans la province de Sulawesi du Sud en Indonésie en 1946. Il est issu d'une famille d'Arabes d'Indonésie originaire de l'Hadramaout, au Yémen, qui porte le titre honorifique de sayyid, c'est-à-dire revendiquant sa filiation avec le prophète Mahomet.
Son père Abdurrahman était un universitaire de haut rang et ses frères Quraish et Umar sont respectivement enseignant et membre de la grande organisation socio-culturelle musulmane Nahdatul Ulama.

## Éducation
Alwi est envoyé avec son frère Quraish pour son cycle secondaire à l'université al-Azhar au Caire. Il obtient son diplôme en 1968. Il termine en 1986 un master à Ujungpandang en Indonésie et retourne au Caire où il obtient son doctorat à l'université de Ain Shams en 1990 avec une thèse sur la philosophie et le soufisme. Il poursuit ses études aux États-Unis à l'université Temple jusqu'en 1995, où il devient professeur-adjoint dans cette université.
Alwi également fait quelques post-doctorats à l'université Harvard au centre pour l'étude de la parole du religieux. Il a enseigné à Hartford, au collège de théologie et à Harvard.
Alwi Shihab est aussi l'auteur d'un livre sur les interactions entre l'islam et le christianisme paru en 1990. 
Il est actuellement membre du conseil d'administration de l'université d'Indonésie.

## Carrière
Alwi Shihab adhère puis préside le Parti du réveil national, parti de tendance progressiste créé par Abdurrahman Wahid.
Alwi, contrairement à ses frères qui concentrent leur carrière dans l'enseignement et les études islamiques, est également un entrepreneur. Après avoir terminé ses études au Caire, il s'est lancé dans les affaires. De 1975 à 1979, il a été le PDG de Verre Priangan Factory, à Cianjur, en Indonésie. De 1979 à 1982, il a été président pour l'entreprise contractante Alfa à Djeddah. De 1982 à 1986, il a été président directeur PF PT. Prima Advera à Jakarta. En 1982, il fonde Yayasan Darul Coran, également à Jakarta. Pendant 1986-1990, il devient membre du conseil d'administration d'Eagle Tripelti à Jakarta et depuis 1986, il a été membre du conseil d'Dhafco MANUNGGAL Sejati, Jakarta.

## Vie personnelle
Alwi est le père de trois enfants, deux garçons : Muhammad et Samy et une fille : Samira. Ils vivent actuellement aux États-Unis. La journaliste et animatrice de télévision indonésienne Najwa Shihab est sa nièce.